# مسطرد
مسطرد قرية مصرية تتبع شبرا الخيمة، التحمت عمرانيًا بها، فصارت امتدادًا لشبرا الخيمة.

## التاريخ
تُعد مسطرد من النواحي القديمة، واسمها الأصلي (بالإنجليزية: Timoni Sourat)‏، حرّفها العرب بعد الفتح الإسلامي لمصر إلى «منية صُرد»، وهو الاسم الذي ذكرها به ابن مماتي عندما أحصى قرى أعمال الشرقية بعد الروك الصلاحي، و ابن الجيعان في كتابه «التحفة السنية بأسماء البلاد المصرية» الذي أحصى فيه قُرى أعمال ضواحي القاهرة بعد الروك الناصري. وفي العصر العثماني، تغيّر الاسم إلى «مُسطرد» تسهيلًا لنطقها، وهو الاسم الباقي إلى اليوم.